# Blacus angichorus
Blacus angichorus är en stekelart som beskrevs av Van Achterberg 1988. Blacus angichorus ingår i släktet Blacus och familjen bracksteklar. Inga underarter finns listade.